# مظر (جبلة)

تعديل مصدري - تعديل

مظر هي إحدى قرى عزلة وراف بمديرية جبلة التابعة لمحافظة إب، بلغ تعداد سكانها 1592 نسمة حسب تعداد اليمن لعام 2004.